# Vlag van Uffelte

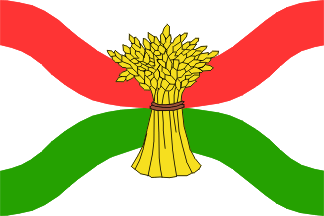
Dorpsvlag van Uffelte

De vlag van Uffelte werd op 6 juni 2008 door het Nederlandse dorp Uffelte in gebruik genomen. Deze werd gekozen uit de 17 ingezonden ontwerpen voor een wedstrijd uitgeschreven door de dorpsgemeenschap Uffelte. De vlag is door twee gekromde balken verdeeld in vier vlakken, welke staan voor de vier gebieden die Uffelte kent: Uffelterzand, Holtingerzand, Oosterzand en Westerzand. De gekromde groene balk staat voor Uffelte als esdorp; de essen liggen op hoger land. Voor de gespiegelde balk is de kleur rood gekozen, traditioneel Saksisch rood zoals in de Drentse vlag. Centraal staat de garve, de korenschoof als symbool voor de gemeenschapszin, het als dorp samen werken en samen leven.
Anloo
· Annen
· Annerveenschekanaal
· Dalen
· De Groeve
· Een
· Eext
· Eexterveen
· Eexterveenschekanaal
· Elim
· Gasselternijveen
· Gasteren
· Gieten
· Gieterveen
· Grolloo
· Hollandscheveld
· Nieuw-Weerdinge
· Noordscheschut
· Schoonoord
· Tiendeveen
· Uffelte
· Wapse
· Witteveen
· Yde-De Punt
· Zorgvlied